# Schelphoek (Alkmaar)
De Schelphoek is een woonwijk in Alkmaar, gelegen aan de oostzijde van de oude binnenstad. Begin 21e eeuw is gestart met de bouw van een nieuwe woonwijk op de leeggekomen fabrieksterreinen die de wijk tot dan toe domineerden. Van de oude industriële gebouwen is zoutziederij De Eendragt bewaard gebleven.
Oorspronkelijk bestond de Schelphoek uit drie aangelegde eilandjes in het Voormeer. Toen eind 16e eeuw Adriaen Anthonisz de nieuwe vestingwerken van Alkmaar aanlegde, werd de Schelphoek opgenomen binnen de nieuwe vesting. Op de eilandjes stonden huizen en bedrijven, waaronder keten voor de zoutindustrie.

## Gedeeltes
De Schelphoek bestaat uit (naam + jaartal oplevering):
- De Boompoort (2015)
- Het Brughuis (Onb.)
- De Westerkolk (Onb.)
- De Oosterkolk (2015)
- De Havenmeester (Onb.)
- De Baaivanger (Onb.)
- De Kaairidder (Onb.)
- De Bootman (Onb.)
- De Kuiper (Onb.)
- De Zuiderkade (2017)
- De Waterman (2017)

De delen die nog gebouwd moeten worden zijn (naam + jaartal oplevering):
- Het Turfschip, bestaande uit De Tjalk, De Aalman en De Pont (2020)